# Kill Kill Die
Kill Kill Die è il venticinquesimo singolo degli W.A.S.P..
Registrata nel 1996, la canzone è stata pubblicata, con il titolo "Kill Fuck Die", per la prima volta nell'album Kill Fuck Die dello stesso anno. Quella inserita in questo singolo è una versione dimostrativa della traccia, nella quale la parola "Fuck" venne sostituita da una ripetizione di "Kill", allo scopo di evitare eventuali problemi con la censura. 

## Tracce
1. Kill Kill Die

## Formazione
- Blackie Lawless – voce
- Chris Holmes – chitarra
- Mike Duda – basso
- Stet Howland – batteria